# Alfa Arae
Alfa Arae (α Ara / α Arae) è una stella bianco-azzurra di sequenza principale di magnitudine 2,84 situata nella costellazione dell'Altare. Dista 268 anni luce dal sistema solare ed è la seconda stella più brillante della costellazione, nonostante riporti la lettera alfa.

## Osservazione

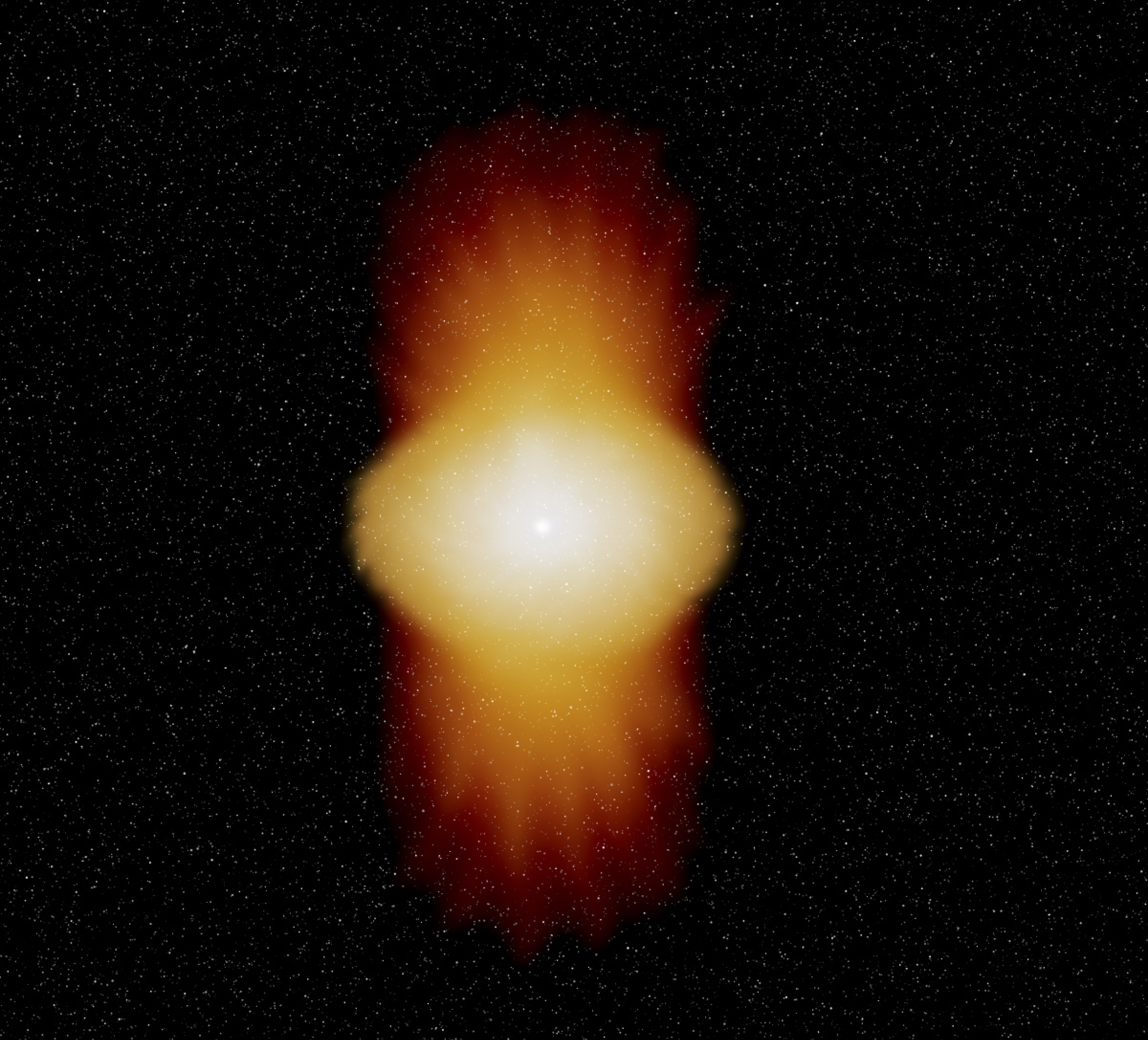
Visione artistica di Alpha Arae in rapida rotazione su sé stessa (fonte ESO)

Si tratta di una stella situata nell'emisfero celeste australe. La sua posizione è fortemente australe e ciò comporta che la stella sia osservabile prevalentemente dall'emisfero sud, dove si presenta circumpolare anche da gran parte delle regioni temperate; dall'emisfero nord la sua visibilità è invece limitata alle regioni temperate inferiori e alla fascia tropicale. La sua magnitudine pari a 2,8 le consente di essere scorta con facilità anche dalle aree urbane di moderate dimensioni.
Il periodo migliore per la sua osservazione nel cielo serale ricade nei mesi compresi fra maggio e settembre; nell'emisfero sud è visibile anche per gran parte della primavera, grazie alla declinazione boreale della stella, mentre nell'emisfero nord può essere osservata limitatamente durante i mesi estivi boreali.

## Caratteristiche fisiche
Alfa Arae è una stella bianco-azzurra di sequenza principale classificata tra le stelle Be, stelle che emettono linee d'emissione dell'idrogeno nel proprio spettro per la presenza di dischi circumstellari attorno ad esse combinati ad un'alta velocità di rotazione della stella stessa, in questo caso di 300 km/s. Ha una massa stimata di oltre 9 masse solari, mentre il raggio è quasi 5 volte quello del Sole.. Possiede una magnitudine assoluta di -1,51 e la sua velocità radiale positiva indica che la stella si sta allontanando dal sistema solare.

## Compagna ottica
Alpha Arae è una binaria ottica. La componente principale A è una stella di magnitudine 2,84. La componente B è di magnitudine 11,0, separata da 55,6 secondi d'arco da A e con angolo di posizione di 173 gradi. Nonostante le apparenze B non appare però legata gravitazionalmente alla stella principale.